# Diecezja Imus
Diecezja Imus – diecezja rzymskokatolicka na Filipinach. Powstała 25 listopada 1961 z terenu archidiecezji Manili i diecezji Lipa.

## Lista biskupów
- Artemio Casas, D.D. (1961–1968)
- Felix Perez, D.D. (1969–1992)
- Manuel Sobreviñas, D.D. (1993–2001)
- Luis Antonio Tagle, D.D., S.T.D. (2001–2011)
- Reynaldo Evangelista, D.D. (od 2013)